# Le Pin (Loira Atlàntic)

Localització de Le Pin (Loira Atlàntic)

Le Pin (en bretó Ar Bineg) és un municipi francès, situat a la regió de país del Loira, al departament de Loira Atlàntic, que històricament va formar part de la Bretanya. L'any 2006 tenia 681 habitants. Limita amb La Chapelle-Glain, Saint-Sulpice-des-Landes i Vritz a Loira Atlàntic, Freigné i Challain-la-Potherie a Maine i Loira.

## Demografia
| 1962                                       | 1968 | 1975 | 1982 | 1990 | 1999 |
| ------------------------------------------ | ---- | ---- | ---- | ---- | ---- |
| 816                                        | 752  | 698  | 680  | 602  | 602  |
| Des de 1962: població sense dobles comptes |      |      |      |      |      |

## Administració
| Període | Identitat   | Partit |
| ------- | ----------- | ------ |
| 2001-   | André Hamon |        |